# Andris Bērziņš
Andris Bērziņš (Nītaure, 10 de dezembro de 1944) é um político letão, foi Presidente da Letónia de 2011 até 2015.

## Carreira política
Andris Bērziņš voltou à política em 2005, quando concorreu sem sucesso ao cargo de prefeito de Riga como líder da lista do partido União dos Verdes e Agricultores. De 2006 a 2010, ele atuou como presidente da Câmara de Indústria e Comércio da Letônia e também foi presidente do conselho de Latvenergo (até 2009).
Em 2010, Andris Bērziņš foi eleito deputado do Saeima entre a lista de candidatos apresentada pela União de Verdes e Agricultores.

### Eleição presidencial de 2011
Em 23 de maio de 2011, Andris Bērzinš foi nomeado candidato presidencial por cinco deputados da União de Verdes e Agricultores.
No primeiro turno da eleição (2 de junho de 2011), Bērziņš recebeu 50 votos a favor e 48 contra, enquanto Valdis Zatlers obteve 43 a favor e 55 contra (99 parlamentares deram votos, mas um era inválido), o que significa que ninguém foi eleito. No segundo turno, realizado mais tarde no mesmo dia, Bērziņš recebeu 53 votos, vencendo a eleição. Andris Bērziņš assumiu o cargo de presidente da Letônia em 8 de julho de 2011. 

### Eleição presidencial de 2015
Em 10 de abril de 2015, anunciou que não iria candidatar-se à Presidência para um segundo mandato.
 

Em 3 de junho de 2015, Raimonds Vējonis foi eleito sucessor de Bērziņš e assumiu o cargo em 8 de julho de 2015.